# Релинген (Норвегия)
Релинген (норв. Rælingen) — коммуна в губернии Акерсхус в Норвегии. Административный центр коммуны — город Фьердингбю. Официальный язык коммуны — нейтральный. Население коммуны на 2007 год составляло 15 112 чел. Площадь коммуны Релинген — 71,68 км², код-идентификатор — 0228.

## История населения коммуны
Население коммуны за последние 60 лет.

Статистика коммуны Релинген